# Pouilly-lès-Feurs
Pouilly-lès-Feurs is een gemeente in het Franse departement Loire (regio Auvergne-Rhône-Alpes). De plaats maakt deel uit van het arrondissement Montbrison. Pouilly-lès-Feurs telde op 1 januari 2022 1.197 inwoners.

## Geografie
De oppervlakte van Pouilly-lès-Feurs bedroeg op 1 januari 2022 13,03 vierkante kilometer; de bevolkingsdichtheid was toen 91,9 inwoners per km².

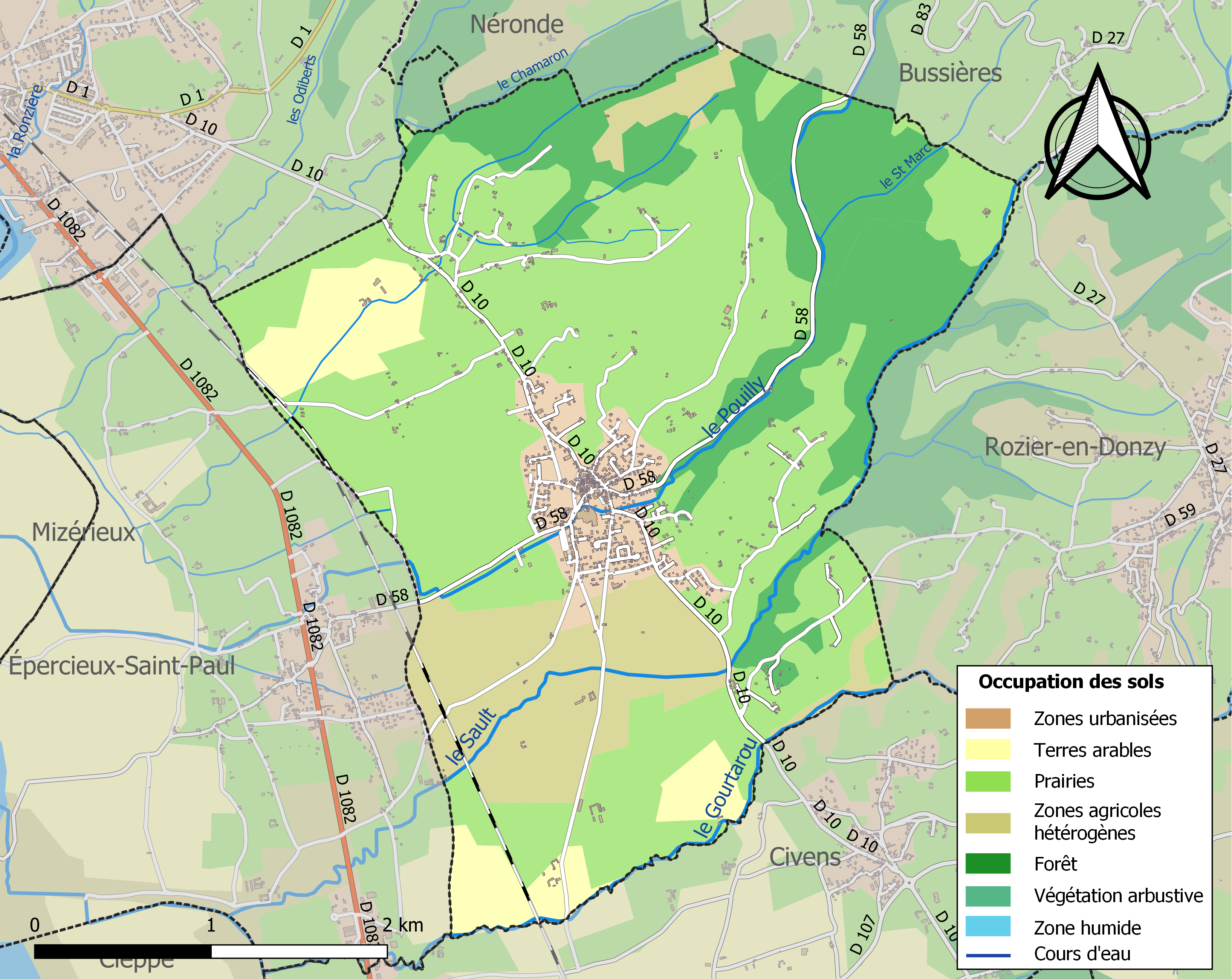
Kaart van de gemeente met de belangrijkste infrastructuur, bodemgebruik en omliggende gemeenten

## Demografie
Onderstaande figuur toont het verloop van het inwonertal (bron: INSEE-tellingen).